# سیده
سیده (به ترکی استانبولی: Side) شهری است در کشور ترکیه که در استان آنتالیا واقع شده‌است. جمعیت این شهر بر اساس سرشماری سال ۲۰۰۸ میلادی ۱۰٬۳۸۲ نفر و بر اساس برآوردهای سال ۲۰۰۹ میلادی ۱۴٬۲۶۴ نفر می‌باشد.